# Nemobiopsis
Nemobiopsis is een geslacht van rechtvleugeligen uit de familie krekels (Gryllidae). De wetenschappelijke naam van dit geslacht is voor het eerst geldig gepubliceerd in 1890 door Bolívar.

## Soorten
Het geslacht Nemobiopsis omvat de volgende soorten:
- Nemobiopsis cavicola Bonfils, 1981
- Nemobiopsis caymani Otte & Perez-Gelabert, 2009
- Nemobiopsis cortico Otte & Perez-Gelabert, 2009
- Nemobiopsis decui Bonfils, 1981
- Nemobiopsis diadromos Otte & Perez-Gelabert, 2009
- Nemobiopsis eratos Otte & Perez-Gelabert, 2009
- Nemobiopsis eugethes Otte, 2006
- Nemobiopsis gundlachi Bolívar, 1890
- Nemobiopsis indocilis Otte & Perez-Gelabert, 2009
- Nemobiopsis jabase Otte & Perez-Gelabert, 2009
- Nemobiopsis metanasticos Otte & Perez-Gelabert, 2009
- Nemobiopsis mimoides Bonfils, 1981
- Nemobiopsis planeticos Otte & Perez-Gelabert, 2009
- Nemobiopsis vagabundus Otte & Perez-Gelabert, 2009